# Каратун (посёлок железнодорожной станции)
Каратун — посёлок железнодорожной станции в Апастовском районе Татарстана. Административный центр Каратунского сельского поселения.

## География
Находится в западной части Татарстана на расстоянии приблизительно 6 км на северо-запад от районного центра посёлка Апастово на железнодорожной линии Ульяновск-Свияжск.

## История
Основан в 1942 году.

## Население
Постоянных жителей было в 1958 году — 258, в 1970 — 489, в 1979 — 715, в 1989 — 894. Постоянное население составляло 1156 человек (татары 98 %) в 2002 году, 1116 — в 2010.

## Инфраструктура
В посёлке действуют Каратунский участок Буинского филиала ОАО «Татнефтепродукт» (нефтебаза построена в 1945 г.), ОАО «Каратунское хлебоприемное предприятие», цех хлебобулочных изделий «Хлебница» (ООО «Производственные фонды»), АО "Холдинговая компания «Ак Барс», ООО «Апастовоагрохимсервис», объединение «Вторчермет».